# Ляйля бінт Таріф
Ляйля бінт Таріф (араб. لَيلْى بنت طريف, пом. 815 р. н. е.) — воячка і поетеса, яка належала до хариджитів, групи, відомої своєю насильницькою опозицією встановленому халіфату, вважаючи, що керівництво мусульманської громади не обмежується арабами-чоловіками з племені курайшитів. З огляду на те, що жінки воювали пліч-о-пліч з Магометом, хариджити вважали бій обов'язковим для жінок, і Ляйла бінт Таріф є яскравим прикладом цього звичаю. Ляйла була сестрою лідера хариджитів аль-Валіда ібн Таріфа аш-Шайбані (пом. у 795 р.). Після смерті аль-Валіда Ляйла очолила його армію і, перш ніж її клан змусив її піти у відставку, провела дві битви.

## Творчість
У перекладі Абдулли аль-Удхарі елегія Лейли для її загиблого брата звучить так:
На пагорбі Нубата височів мавзолей, високий, мов найвища гора, а в ньому спочивав благородний душею, непохитний волею та проникливим розумом.

Це був юнак, який вів чисте життя, а своє багатство заробив мечем і списом.

Ми сумуємо за ним, як за весною, я хотів би, щоб ми могли викупити його з тисячами наших шляхтичів.

Старе дерево, ти досі в листі, хіба ти не сумуєш за Ібн Таріфом?

Нехай Аллах пошле йому Свій мир, адже жоден володар не уникне своєї долі.
У її творчості помітний певний вплив ранньої поетеси Аль-Ханси.